# Паплинцы
Паплинцы (укр. Паплинці) — село в Старосинявском районе Хмельницкой области Украины.
Население по переписи 2001 года составляло 927 человек. Почтовый индекс — 31430. Телефонный код — 3850. Занимает площадь 4,695 км². Код КОАТУУ — 6824485001.

## Местный совет
31430, Хмельницкая обл., Старосинявский р-н, с. Паплинцы